# Fuerza Expedicionaria Británica (Segunda Guerra Mundial)

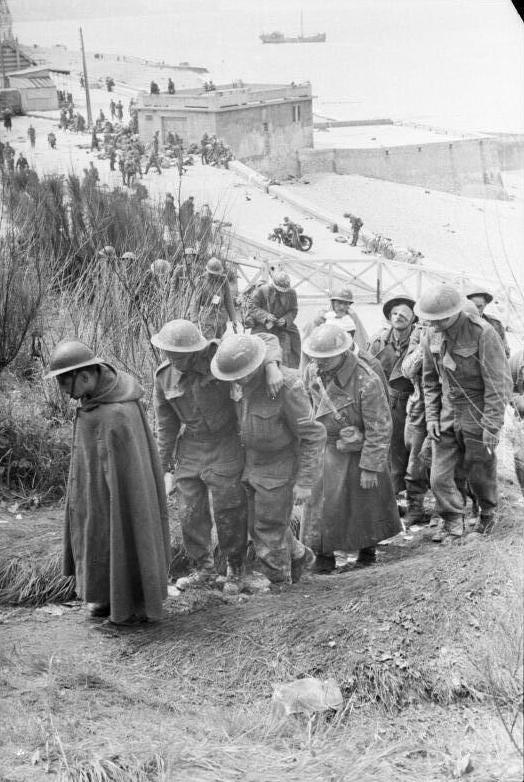
Soldados de la BEF y franceses hechos prisioneros en Veules-les-Roses, junio de 1940.

La Fuerza Expedicionaria Británica, también conocida por sus siglas BEF (British Expeditionary Force), fue una fuerza militar británica constituida a principios de la Segunda Guerra Mundial con el objetivo de oponerse a una invasión alemana de la Francia continental, desde el propio suelo francés. Sin embargo, también recibe ese nombre la fuerza expedicionaria que durante la Primera Guerra Mundial luchó contra los ejércitos del Imperio alemán.

## Historia

### Formación del BEF
La opinión pública británica, su prensa (The Times) y numerosos políticos habían venido solicitando desde 1935 la creación de una fuerza aérea que frenara a la Luftwaffe y de algunas divisiones acorazadas para rechazar un eventual ataque alemán a Francia. Sin embargo, el plan previsto por el Gobierno británico era la formación de una Fuerza Expedicionaria (BEF), un recurso limitado por cuanto los franceses contaban ya con un número suficiente de tropas de infantería. A finales de 1937, con el ataque alemán por el suroeste de Europa, se creó la fuerza expedicionaria.

### La BEF en Francia
Orden de Batalla de la Fuerza Expedicionaria Británica (1940)
La primera intervención de la BEF se llevó a cabo en el invierno de 1939, desembarcando en Francia cuatro divisiones distribuidas en dos cuerpos de ejército, bajo el mando de lord Gort. Estas fuerzas se concentraron en torno a la región de Lille. En mayo de 1940 partieron a Francia trece divisiones de infantería más, entre las que había tres de ingenieros. En la expedición no se incluía ninguna unidad blindada, lo que se demostraría más tarde como un error estratégico de fatales consecuencias.

### Primeras batallas
Aunque en principio la BEF consiguió penetrar en Bélgica, al mando del mariscal de campo sir Alan Francis Brooke, la presión alemana empujó a retirarse a las fuerzas británicas, desprovistas de lo necesario para poder hacer frente a las poderosas divisiones blindadas del general alemán Edwald von Kleist.
El 19 de mayo Gort comprendió definitivamente que la batalla de Bélgica estaba perdida y que su repliegue hacia el interior de Francia era muy problemático. Sopesó entonces la posibilidad de sacar al BEF por mar, desde los puertos del canal de la Mancha. Hasta el día 24, Gort se mantuvo a la expectativa de un proyectado contraataque hacia el sur, pero la presión alemana le obligó a replegarse hacia la costa, y Londres, que había aprovechado esa semana para disponer los medios de evacuación, dio la orden de comenzarla el 26 de mayo, asumiendo el vicealmirante Ramsay el mando de la gigantesca operación aeronaval. Mientras los británicos se retiraban y los alemanes continuaban su ofensiva, ocurrió un acontecimiento clave para la historia de aquella batalla: el 27 de mayo, el rey Leopoldo III declaró la rendición de Bélgica. La BEF y los restos de las divisiones francesas que aún combatían, deberían soportar una aún mayor presión y esta fue una de las razones para apurar el final de la evacuación.

### Retirada hacia Dunkerque, Operación Dinamo
Gort se retiró hacia Dunkerque, en Francia, a fin de garantizar su evacuación marítima desde el puerto y las playas, operación a la que se denominó Operación Dinamo y a la que inopinadamente ayudó Hitler, al ordenar a las divisiones blindadas de Guderian que se detuvieran durante tres días. Dunkerque fue calificado por los Aliados como una victoria milagrosa, ya que permitió salvar a 224 000 soldados británicos y a otros 95 000 aliados, principalmente franceses, cuando las estimaciones iniciales de evacuación eran tan solo de 45 000 hombres. 

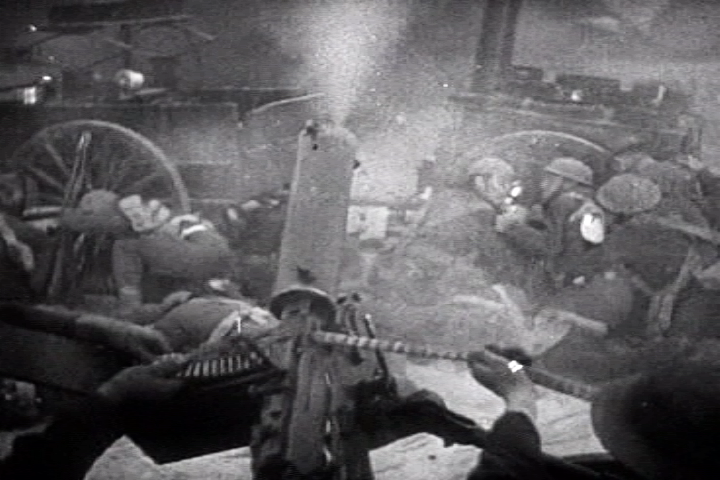
Soldados británicos de la BEF defendiendo sus posiciones en las playas de Dunkerque.

Entre los días 25 y 31 de mayo, los alemanes presionaron a las fuerzas aliadas acorraladas en Dunkerque, mientras unidades de infantería reforzaban el flanco sur, aseguran la ribera norte del Somme y flanquean este hacia el sur. Sin embargo, el alto del avance de Kleist fue providencial para los Aliados, ya que la Luftwaffe no pudo emplearse a fondo (que probablemente era la idea que subyacía en la orden de Hitler) durante cierto tiempo, debido a las malas condiciones meteorológicas. Afortunadamente para Gort, la pausa alemana le dio tiempo para reforzar las paredes de la bolsa. Cuando los alemanes reanudaron su ataque, hallaron enfrente una resistencia organizada y un terreno poco apropiado para el empleo de grandes masas de carros. Nadie duda de que sin el alto del día 24, el 25 los alemanes hubieran estado en Dunkerque y la Operación Dynamo habría sido imposible.

### Resultados del reembarque
El 1 de junio la Luftwaffe empeñó todos los aviones disponibles tratando de impedir la huida de la BEF por mar. No obstante, esta se defendió, redujo el perímetro y la noche del 1 logró embarcar a 64 500 hombres. El 3 de junio embarcaron todavía otros 60 000 y el día 4 terminó la operación. Quedaron atrás, destruidos o en poder alemán, 2472 cañones, 63 000 camiones, 20 000 motocicletas y 500 000 de toneladas de suministros. La Fuerza Expedicionaria Británica perdió 68 000 hombres y quedó demostrada la vigencia del concepto de la Blitzkrieg.
La cifra total de fuerzas salvadas, sumando los últimos contingentes evacuados en la mañana del 4 de junio, cuando se dio por concluida la operación de reembarque, fue de 338 000 soldados británicos y aliados, un resultado excelente en gran parte gracias al papel de la marina, tanto británica como francesa, tanto militar como comercial, de pesca de cabotaje, de recreo, etc. El 4 de julio la BBC retransmitió:

El general Harold Alexander revisó esta mañana las playas de Dunkerque desde una lancha motorizada, para asegurarse de que nadie había quedado atrás, antes de que el último barco partiese para Gran Bretaña.

La historia de la Fuerza Expedicionaria en Francia concluyó definitivamente.